# إدي إيرفين
إدي إيرفين (بالإنجليزية: Eddie Irvine)‏ مواليد 10 نوفمبر 1965 في مقاطعة داون، أيرلندا الشمالية، هو سائق فورملا 1 بريطاني سابق بدأ مسيرته الاحترافية سنة 1992. كان أول سباق له هو جائزة اليابان الكبرى 1993، حقق أول فوز له في جائزة أستراليا الكبرى 1999. خاض خلال مسيرته 148 سباقاً فاز في 4 منها.

## سباقات شارك فيها
- لو مان 24 ساعة
- سوبر فورمولا
- بطولة العالم للسيارات الرياضية
- بطولة فورمولا 3 البريطانية

## بطولات حققها
- جائزة أستراليا الكبرى 1999
- جائزة ماليزيا الكبرى 1999

## روابط خارجية
- إدي إيرفين على موقع IMDb (الإنجليزية)
- إدي إيرفين على موقع قاعدة بيانات الفيلم (الإنجليزية)
- إدي إيرفين على موقع Racing-Reference.info (الإنجليزية)
- إدي إيرفين على موقع DriverDB.com (الإنجليزية)